# Lammeskyer
 Der er for få eller ingen kildehenvisninger i denne artikel, hvilket er et problem. Du kan hjælpe ved at angive troværdige kilder til de påstande, som fremføres i artiklen.

Altocumulus (kaldes også for lammeskyer) er betegnelsen for lagformede skyer med en bølget struktur, der som alle de andre altoskyer består af både iskrystaller og underafkølede vanddråber og som ligger under kategorien mellemhøje skyer. Derfor er deres struktur også mere sammenhængende og danner større elementer end cirrusskyer.
Altocumulus bliver blandt andet dannet ved blandinger af luft over og under en inversion som følge af forskellige vindforhold, hvilket især sker ved højtryk hvor inversionen ligger relativt højt.
Da inversioner oftest optræder ved fronter, vil altocumulusskyer oftest blive set i frontvejr, hvor de efterfølges af nimbusskyer. Normalt ligger de i 2-7 kilometers højde.
Der findes flere forskellige slags altocumulusskyer; herunder
- Altocumulus castellanus
- Altocumulus floccus
- Altocumulus lacunosus
- Altocumulus lenticularis
- Altocumulus stratiformis
- Altocumulus undulatus

## Altocumulus lenticularis
Altocumulus lenticularis kaldes på dansk også for linseskyer. De optræder på læsiden af bjerge, hvor luften ved passagen er sat i en bølgebevægelse, men da der ingen bjerge er i Danmark, er der ingen linseskyer. Grundet lenticularis' mærkelige udseende har den til tider blevet forvekslet med UFO'er.

## Altocumulus castellanus
Altocumulus castellanus kaldes på dansk også for tordenbebuder, grundet at den kun optræder når luften i den midterste troposfære er ustabil, så der kan dannes disse relativt højtliggende, cumulusagtige skyer. Meget ofte medfører castellanus nattetorden.